# Стадион Тотенхем хотспур
Стадион Тотенхем хотспур (енгл. Tottenham Hotspur Stadium) је фудбалски стадион у северном делу Лондона на којем је своје утакмице као домаћин игра Тотенхем хотспур. Заменио је стари стадион Вајт Харт Лејн, који је срушен 2017. године. Капацитет стадиона је 62.303 седећих места, чиме је овај стадион трећи највећи фудбалски стадион у Енглеској. 
Дизајниран је као вишенаменски стадион и има две различите подлоге, на врху је хибридна трава за фудбал, док је испод терен са вештачком травом за НФЛ утакмице, концерте и друге догађаје. Терен за фудбал је покретан и увлачи се испод јужне трибине да би се открио терен са вештачком подлогом испод, који се налази 1.6 метара испод фудбалског терена.
Стадион је отворен церемонијом 3. априла 2019. пре почетка прве такмичарске сениорске утакмице, премијерлигашке утакмице против Кристал Паласа.
Тренутно име, стадион Тотенхем хотспур, је привремено, јер клуб намерава продати право именовања, тако да буде именован по спонзору.